# Tscherkassy-Wald
Der Tscherkassy-Wald (ukrainisch Черкаський бір) ist ein mit Kiefern bewaldetes Gebiet in der ukrainischen Oblast Tscherkassy. Der Wald liegt nördlich und nordwestlich der Stadt Tscherkassy und dient ihr als Naherholungsgebiet. Er entstand in der Vorglazialzeit.

## Beschreibung
Das Gebiet hat eine Fläche von ca. 28.500 ha und grenzt an den Irdyner Sumpf. Das Relief weist nur kleine sandige Hügel auf. 
Etwa 800 Arten höherer Pflanzen sind hier bekannt, davon 18 in der Rote Liste gefährdeter Arten der Ukraine. Die Waldkiefer macht 65 % aller Holzarten aus. Hinzu kommen Stieleiche, Hainbuche, Eschen-Ahorn und Winterlinde. Im Unterholz finden sich Roter Holunder, Tatarischer Steppen-Ahorn und Vogelbeere. Unter den Sträuchern und Gräsern sind Färber-Ginster und Land-Reitgras nennenswert, des Weiteren Adlerfarn und Maiglöckchen. Weiterhin finden sich Wiesen-Kuhschelle, Rundblättrige Glockenblume, Silber-Fingerkraut, Blutroter Storchschnabel, Heide-Nelke, Schöllkraut, Wiesen-Schwingel, Echtes Labkraut, Wald-Erdbeere, Gemeine Schafgarbe, Besenheide und Dolden-Winterlieb. Selten findet sich Rosmarin-Seidelbast. Die Arten Zweiblättrige Waldhyazinthe, Bärlauch, Kleines Schneeglöckchen und Rotes Waldvöglein gehören zu den in der Roten Liste der Ukraine genannten Pflanzen. 
Zur Fauna gehören Wildschwein, Reh, Rotfuchs, Feldhase, Baummarder, Eurasisches Eichhörnchen und Europäischer Biber. Selten finden sich Sumpfspitzmaus, Steppenbirkenmaus, Steppeniltis, Europäischer Dachs, Europäischer Nerz und Elch. Zu den Vögeln gehören Waldlaubsänger, Fitis, Kohlmeise, Amsel, Waldkauz und Buntspecht. Zudem kommen Reptilien wie die Europäische Sumpfschildkröte, die Östliche Smaragdeidechse, Ringelnatter oder Kreuzotter, Amphibien wie Teichmolch, Nördlicher Kammmolch oder Erdkröte und viele Insekten vor.
Einige Flächen und Objekte stehen unter Naturschutz. Die Waldökologie wird beeinträchtigt durch das Industriegebiet der Stadt sowie durch Holzfällungen im Umfang von 12.300 Kubikmeter jährlich. Des Weiteren dient ein Teil des Gebiets militärischen Übungen und als Mülldeponie.